# Massimiliano
Massimiliano  è un nome proprio di persona italiano maschile. 

## Varianti
- Ipocoristici: Max, Massi
- Femminili: Massimiliana[1]

### Varianti in altre lingue
- Bielorusso: Максіміліян (Maksimilijan)
- Bosniaco: Maksimilijan
- Bulgaro: Mаксимална (Maksimalna)
- Catalano: Maximilià[3]
- Ceco: Maxmilián[2]
- Danese: Maximilian[2]
- Esperanto: Maksimiliano
- Estone: Maksimilian
- Fiammingo occidentale: Maximiliaan
- Finlandese: Maksimilian
- Francese: Maximilien[2]
  - Femminili: Maximilienne[4]

- Frisone: Maksimiliaan
- Greco moderno: Μαξιμιλιανός (Maximilianos)
- Inglese: Maximilian[2][5], Maximillian[2]
- Islandese: Maximilían
- Latino: Maximilianus[1][2]
  - Femminili: Maximiliana[1][2]
- Lettone: Maksimilians
- Lituano: Maksimilijonas, Maksimilianas
- Maltese: Massimiljanu
- Norvegese: Maximilian[2]
- Olandese: Maximiliaan[2]
- Polacco: Maksymilian[2]

- Portoghese: Maximiliano[2]
- Romeno: Maximilian
- Russo: Максимилиан (Maksimilian)[2]
- Serbo: Максимилијан (Maksimilijan)
- Slovacco: Maximilián[2]
- Sloveno: Maksimiljan
- Spagnolo: Maximiliano[2][3]
- Svedese: Maximilian[2]
- Tedesco: Maximilian[2][6]
  - Femminili: Maximiliane[2][6]
- Ucraino: Максиміліан (Maksymilian)

## Origine e diffusione
Il nome ha una duplice origine; da una parte, risale al cognomen romano Maximilianus, che godeva di una certa diffusione nell'aristocrazia del tardo impero romano, basato sul nome Maximus e avente quindi il significato di "discendente di Massimo", "appartenente a Massimo" (origine condivisa anche dai nomi Massimiano e Massimino).
Tuttavia, può anche risultare dalla combinazione di Massimo e di Emiliano, un nome composto coniato per la prima volta da Federico III d'Asburgo, Imperatore del Sacro Romano Impero, che lo impose a suo figlio Massimiliano I.

## Onomastico
L'onomastico si può festeggiare in memoria di più santi, alle date seguenti:
- 12 marzo, san Massimiliano, martire a Teveste, patrono degli obiettori di coscienza[8]
- 14 agosto, san Massimiliano Maria Kolbe, sacerdote e martire ad Auschwitz[8]
- 24 agosto, beato Maksymilian Binkiewicz, sacerdote e martire a Dachau[8]
- 26 agosto, san Massimiliano, martire a Roma[8]
- 12 ottobre, san Massimiliano di Celeia, arcivescovo di Lorch[8]

## Persone

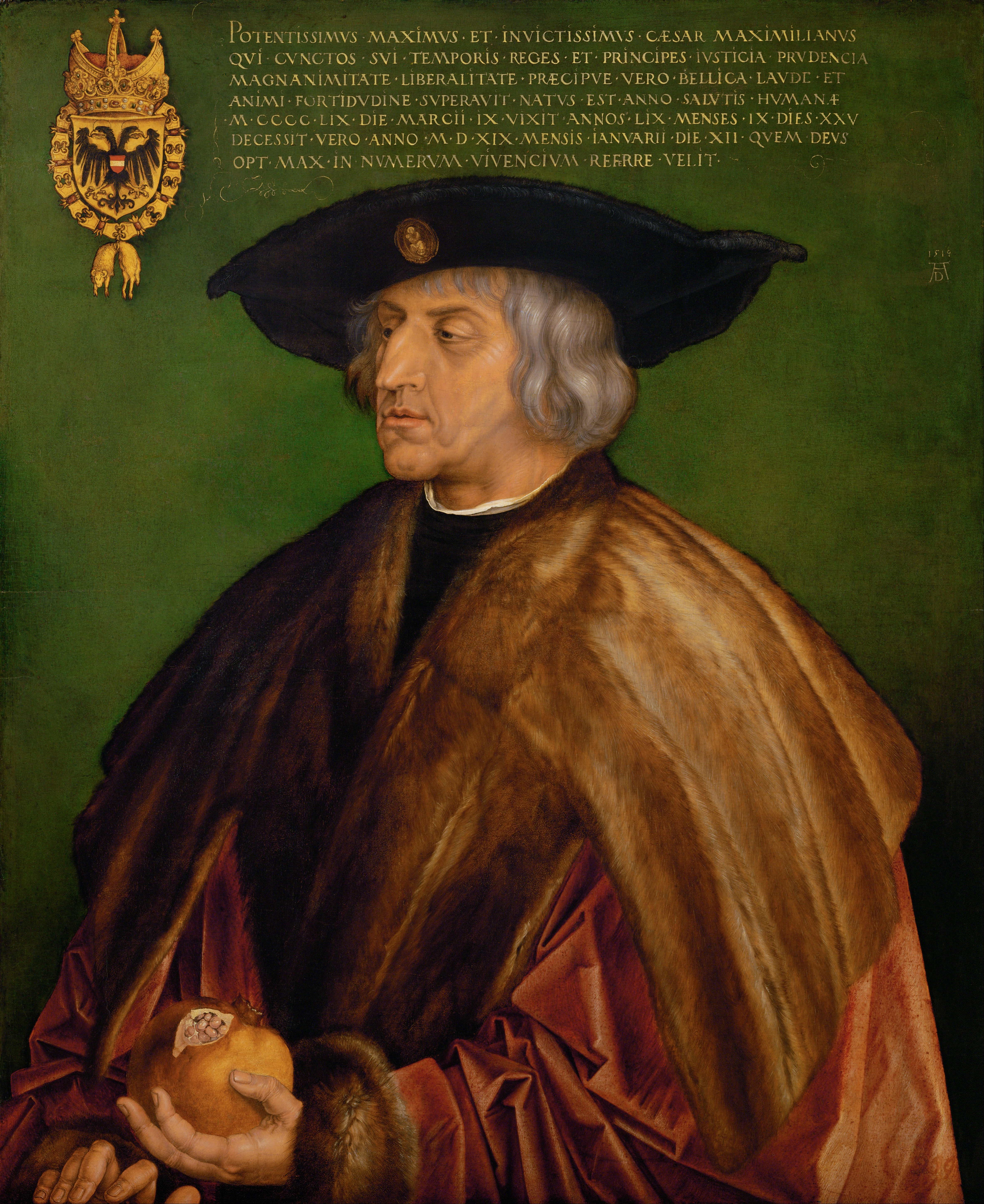
Ritratto dell'imperatore Massimiliano I, di Albrecht Dürer

- Massimiliano I d'Asburgo, imperatore del Sacro Romano Impero
- Massimiliano II d'Asburgo, imperatore del Sacro Romano Impero
- Massimiliano II Emanuele di Baviera, principe elettore, Duca della Baviera superiore ed Inferiore e del Palatinato superiore e governatore dei Paesi Bassi spagnoli
- Massimiliano I del Messico, arciduca d'Austria e imperatore del Messico
- Massimiliano Allegri, allenatore di calcio ed ex calciatore italiano
- Massimiliano Frezzato, fumettista italiano
- Massimiliano Fuksas, architetto italiano
- Massimiliano Maria Kolbe, sacerdote polacco
- Massimiliano Lelli, ciclista su strada italiano
- Massimiliano Monti, cestista italiano
- Massimiliano Pani, compositore, arrangiatore e produttore discografico italiano
- Massimiliano Rendina, campione del mondo di rally italiano
- Massimiliano Vieri, calciatore italiano naturalizzato australiano

### Variante Maximiliano

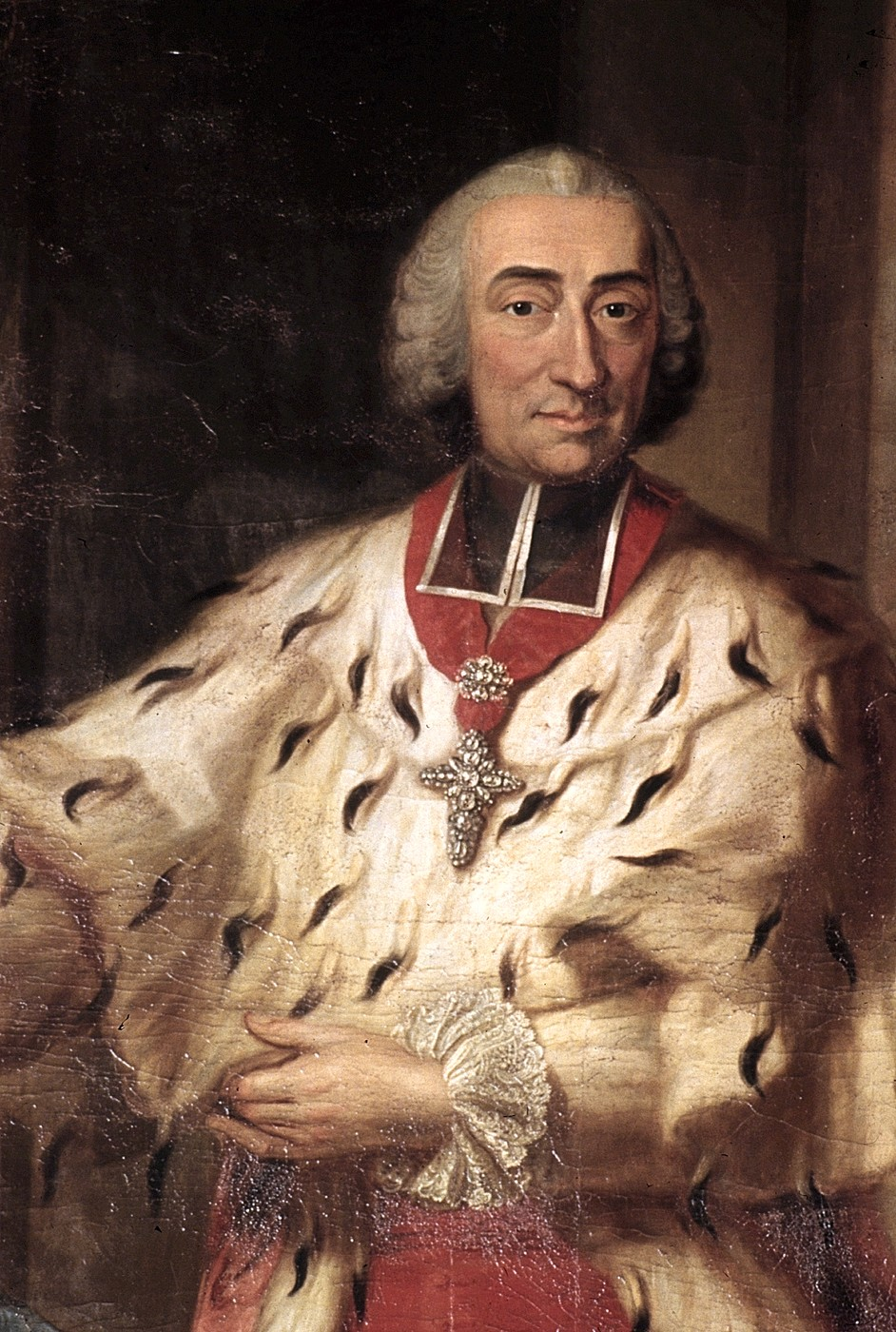
Maximilian von Königsegg-Rothenfels

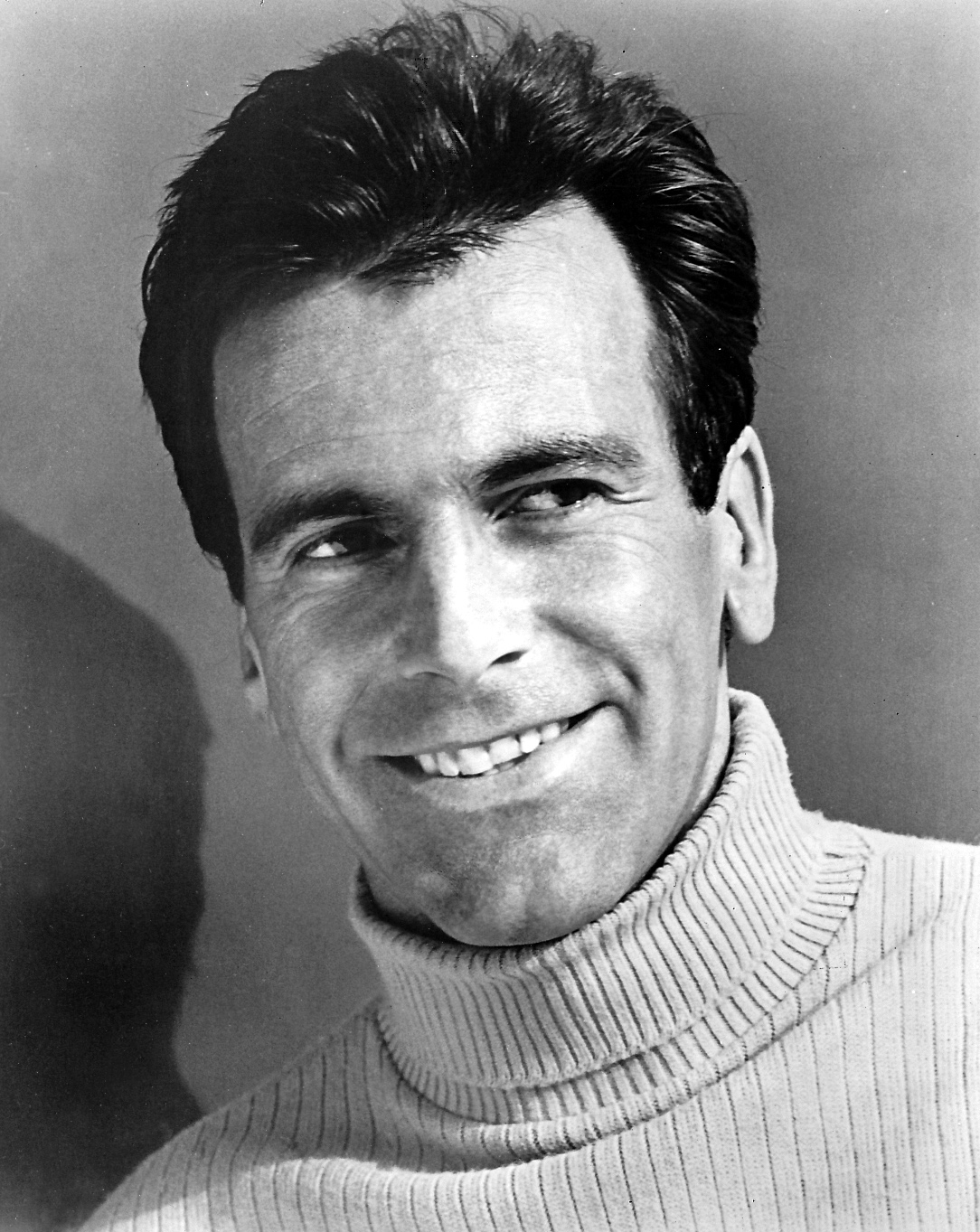
Maximilian Schell

- Maximiliano Hernández, attore statunitense
- Maximiliano Faotto, calciatore e allenatore di calcio uruguaiano
- Maximiliano Hernández Martínez, politico salvadoregno
- Maximiliano Moralez, calciatore argentino
- Maximiliano Richeze, ciclista su strada e pistard argentino

### Variante Maximilian
- Maximilian Bircher-Benner, medico e nutrizionista svizzero
- Maximilian Daublebsky von Sterneck, ammiraglio austriaco
- Maximilian Harden, giornalista tedesco
- Maximilian Hohenberg, aristocratico austriaco
- Maximilian Lamoral O'Donnell, militare austriaco
- Maximilian Levy, pistard tedesco
- Maximilian Njegovan, ammiraglio austriaco
- Maximilian Perty, naturalista, entomologo e aracnologo tedesco
- Maximilian Schell, attore e regista austriaco
- Maximilian Sciandri, ciclista su strada italiano naturalizzato britannico
- Maximilian von Königsegg-Rothenfels, arcivescovo cattolico tedesco
- Maximilian von Künburg, cardinale austriaco
- Maximilian von Montgelas, politico tedesco
- Maximilian von Prittwitz, generale tedesco
- Maximilian Christof von Rodt, vescovo cattolico tedesco

### Variante Maximilien

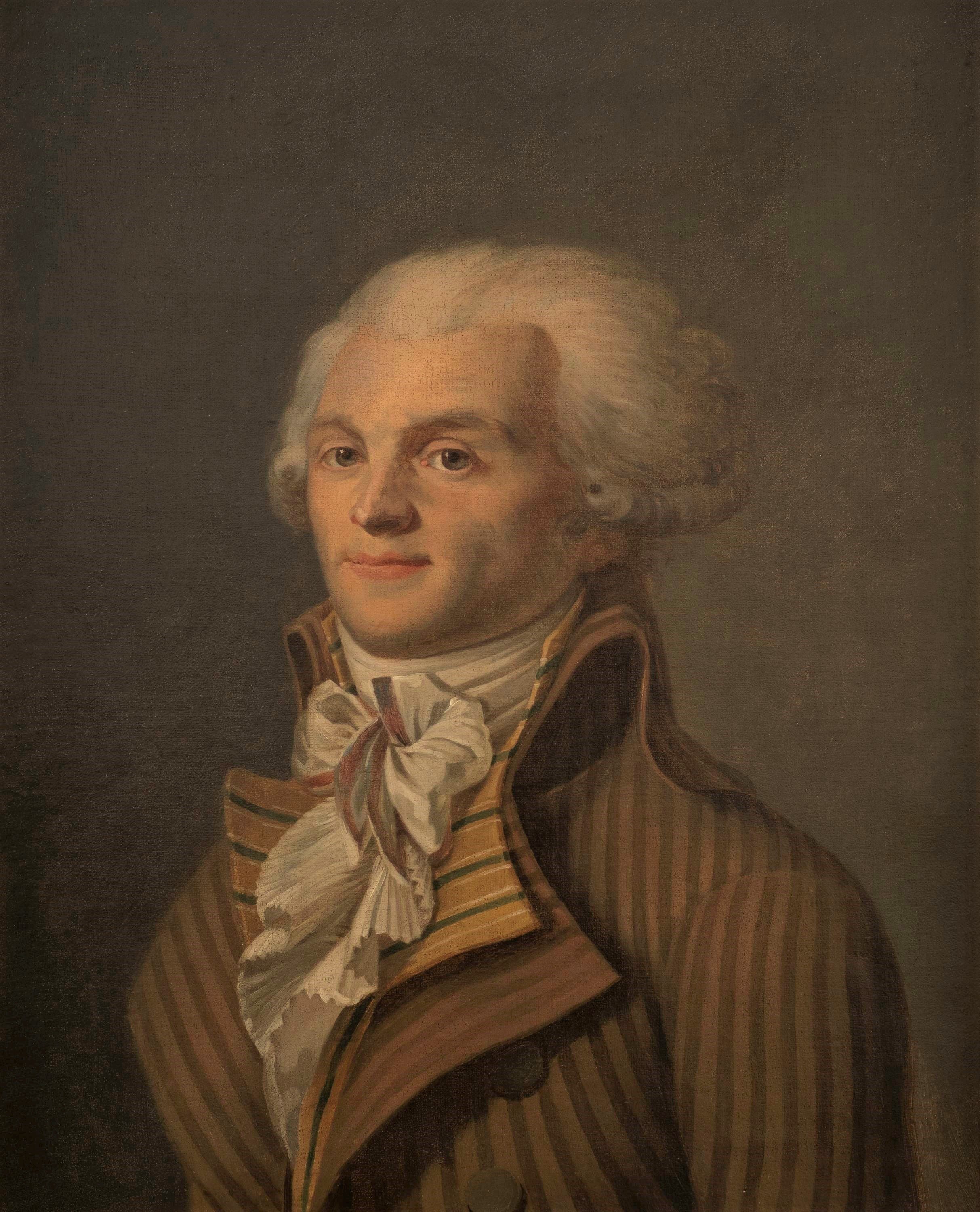
Maximilien de Robespierre

- Maximilien de Baillet-Latour, feldmaresciallo austriaco
- Maximilien de Fürstenberg, cardinale belga
- Maximilien de Robespierre, politico, avvocato e rivoluzionario francese
- Maximilien Luce, pittore francese
- Maximilien Misson, magistrato francese
- Maximilien Rubel, filosofo e politologo austriaco naturalizzato francese

### Altre varianti
- Maksimilijan Mihelčić, calciatore jugoslavo
- Maksimilian Štejnberg, compositore lituano
- Maksimilian Vološin, poeta russo

## Il nome nelle arti
- Maximillion Pegasus (Pegasus J. Crawford) è un personaggio della serie manga e anime Yu-Gi-Oh!.
- Maximilian Veers è un personaggio della serie Guerre stellari.